# Лигуори, Альфонсо Мария де
Альфонсо Мариа де Лигуори (итал. Alfonso Maria de' Liguori; 27 сентября 1696, Марианелла, Неаполитанское королевство — 1 августа 1787, Пагани) — святой католической церкви католический епископ, теолог, основатель Конгрегации Святого Спасителя (C.S.S.R., редемптористы). 
Канонизирован в 1831 году, в 1871 году признан учителем церкви, в 1950 году — святым покровителем исповедников и моралистов. 
Римская католическая церковь чтит память святого  Альфонса Лигуори 1 августа.

## Биография
Альфонс Лигуори родился в благородной неаполитанской семье, первым из семи детей. В 16 лет поступил на юридическое отделение университета, стал адвокатом, но спустя 11 лет, после проигрыша очередного дела, решил оставить профессию и, в итоге, в 1723 году, занялся духовным образованием в подготовке к церковному служению. В возрасте тридцати лет Альфонс был рукоположён в священники и служил среди неапольской бедноты «домашним миссионером», и вскоре прославился простым, последовательным стилем проповедей и вниманием к исповедующимся.
В 1732 году святой Альфонс основал Конгрегацию Святого Спасителя — религиозный орден, нацеленный на проповедь среди бедноты в городах и деревнях, а также на противостояние янсенизму. После тридцати лет служения в Неаполе был назначен на пост епископа Св. Агаты в 1762 году, будучи уже тяжело больным. В 1777 году Лигуори попал в центр конфликта между папством и светской властью, стремившейся ограничить деятельность редемптористов, в которых король видел преемников иезуитов. Невольно пойдя навстречу королю, он навлёк гнев папы и был смещён с поста епископа и руководителя Конгрегации.
Альфонсу Лигуори принадлежат 111 духовных книг, изданные на 72 языках.